# Sant Roc (Aiguaviva)
Sant Roc és una muntanya de 190 metres que es troba entre els municipis d'Aiguaviva i Vilablareix, a la comarca del Gironès.
Al cim s'hi troba un vèrtex geodèsic (referència 303099001).